# Ulica Próżna
Ulica Próżna (in italiano Via Próżna, letteralmente Strada Vuota) è una strada di rilevanza storica della città di Varsavia, in Polonia.
La strada è uno degli ultimi frammenti della Varsavia ebrea: infatti si trovava all'interno del ghetto di Varsavia e sono sopravvissuti alcuni edifici residenziali dell'epoca.
In questa via, e sulla piazza adiacente, Piazza Grzybowski si svolge annualmente il Festival della Cultura Ebraica.